# Welcome to the FANKS!
『Welcome to the FANKS!』（ウェルカム・トゥー・ザ・ファンクス）は、2004年12月22日にリリースされた、TM NETWORKのインターネット投票によるベスト・アルバム。

## 解説
インターネット投票によりファンのリクエストが高かった上位20曲を、DISC1（1位から10位）とDISC2（11位から20位）に10曲ずつ収録し、DISC3はアルバム未収録のカップリング曲と未発売の応募特典曲を収録している。当初はDISC1とDISC2の2枚組と発表されていたが、C/W曲の収録を望むファンからの強い要望により、3枚組になったという経緯がある。全曲リマスタリングされているが、同じくリマスタリングされた20周年記念ボックス『"WORLD HERITAGE" DOUBLE-DECADE COMPLETE BOX』よりこちらの音量レベルが大きくなっている（マスタリングエンジニアのスタイルの違いによる）。
なお、リクエスト対象曲がEPIC及びTRUE KiSS DiSC在籍時に限られるため、Rojam Entertainment及び、YOSHIMOTO R and C移籍以降の楽曲はリクエスト対象外である。
HDCD仕様となっている。

## 収録曲
曲の解説やタイアップ等はTM NETWORKや他のアルバムで解説しているため省略する。なお、曲名はベスト・アルバムの歌詞カードなどに記されているものに則って表記した。

### DISC1
| 全編曲: 小室哲哉。 |                                                 |            |                    |       |
| #                  | タイトル                                        | 作詞       | 作曲               | 時間  |
| 1.                 | 「ELECTRIC PROPHET (電気じかけの予言者)」       | 小室哲哉   | 小室哲哉、木根尚登 | 8:44  |
| 2.                 | 「Get Wild」                                    | 小室みつ子 | 小室哲哉           | 4:03  |
| 3.                 | 「WE LOVE THE EARTH」(TMN名義)                  | 小室哲哉   | 小室哲哉           | 5:23  |
| 4.                 | 「Still Love Her (失われた風景)」               | 小室哲哉   | 小室哲哉、木根尚登 | 5:51  |
| 5.                 | 「BEYOND THE TIME (Expanded Version)」          | 小室みつ子 | 小室哲哉           | 5:16  |
| 6.                 | 「Time Passed Me By (夜の芝生)」                | 小室みつ子 | 木根尚登           | 4:09  |
| 7.                 | 「Fool On The Planet (青く揺れる惑星に立って)」 | 小室みつ子 | 木根尚登           | 5:39  |
| 8.                 | 「Here, There & Everywhere (冬の神話)」         | 小室哲哉   | 小室哲哉           | 3:50  |
| 9.                 | 「Love Train」(TMN名義)                         | 小室哲哉   | 小室哲哉           | 5:28  |
| 10.                | 「Human System」                                | 小室みつ子 | 小室哲哉           | 5:02  |
| 合計時間:          | 合計時間:                                       | 合計時間:  | 合計時間:          | 53:25 |

### DISC2
| 全編曲: 小室哲哉。 |                                           |            |                    |       |
| #                  | タイトル                                  | 作詞       | 作曲               | 時間  |
| 1.                 | 「Children of the New Century」           | 小室みつ子 | 小室哲哉           | 5:13  |
| 2.                 | 「Resistance」                            | 小室みつ子 | 小室哲哉           | 4:53  |
| 3.                 | 「Jean Was Lonely」(TMN名義)              | 坂元裕二   | 小室哲哉           | 6:34  |
| 4.                 | 「永遠のパスポート」                      | SEYMOUR    | 小室哲哉、木根尚登 | 4:35  |
| 5.                 | 「10 YEARS AFTER -BOB BLOCKMAN MIX-」     | 小室哲哉   | 小室哲哉           | 6:11  |
| 6.                 | 「8月の長い夜」                           | 三浦徳子   | 小室哲哉           | 4:57  |
| 7.                 | 「Self Control (方舟に曳かれて)」         | 小室みつ子 | 木根尚登           | 5:05  |
| 8.                 | 「雨に誓って 〜SAINT RAIN〜」             | 西門加里   | 小室哲哉、木根尚登 | 4:19  |
| 9.                 | 「Seven Days War (Four Pieces Band Mix)」 | 小室みつ子 | 小室哲哉           | 4:58  |
| 10.                | 「TIMEMACHINE」(TMN名義)                  | 小室哲哉   | 木根尚登           | 4:25  |
| 合計時間:          | 合計時間:                                 | 合計時間:  | 合計時間:          | 51:10 |

### DISC3
| 全編曲: 小室哲哉、（#4・5、編曲：Jimmy Bralower and Peter Wood）。 |                                                             |            |                    |       |
| #                                                                  | タイトル                                                    | 作詞       | 作曲               | 時間  |
| 1.                                                                 | 「DREAMS OF CHRISTMAS」(TMN名義)                            | 小室哲哉   | 小室哲哉、木根尚登 | 6:34  |
| 2.                                                                 | 「IT'S GONNA BE ALRIGHT」                                   | 小室哲哉   | 小室哲哉           | 4:30  |
| 3.                                                                 | 「80's」                                                    | 小室みつ子 | 木根尚登           | 4:41  |
| 4.                                                                 | 「TIME (PASSES SO SLOWLY)」                                 | 三浦徳子   | 小室哲哉           | 4:53  |
| 5.                                                                 | 「FOOL ON THE PLANET (WHERE ARE YOU NOW)」                  | 小室みつ子 | 木根尚登           | 5:33  |
| 6.                                                                 | 「1974 (16光年の訪問者) (CHILDREN'S LIVE MIX)」             | 西門加里   | 小室哲哉           | 7:48  |
| 7.                                                                 | 「Self Control (方舟に曳かれて) 〜VERSION“THE BUDOHKAN”〜」 | 小室みつ子 | 小室哲哉           | 6:22  |
| 8.                                                                 | 「YOUR SONG (Special Instrumental Disco Mix)」              |            | 小室哲哉、木根尚登 | 7:06  |
| 9.                                                                 | 「一途な恋 (ANOTHER MATERIAL)」(TMN名義)                    | 小室哲哉   | 小室哲哉           | 4:37  |
| 10.                                                                | 「DIVE INTO YOUR BODY (12”CLUB MIX)」                       | 小室みつ子 | 小室哲哉           | 7:48  |
| 11.                                                                | 「LOVE TRAIN (CLUB MIX)」(TMN名義)                          | 小室哲哉   | 小室哲哉           | 5:49  |
| 12.                                                                | 「DREAMS OF CHRISTMAS ('91 NY MIX)」(TMN名義)               | 小室哲哉   | 小室哲哉、木根尚登 | 5:19  |
| 合計時間:                                                          | 合計時間:                                                   | 合計時間:  | 合計時間:          | 71:00 |

## 曲解説

### DISC1
1. ELECTRIC PROPHET (電気じかけの予言者)
ミニ・アルバム『TWINKLE NIGHT』収録曲。
2. Get Wild
10thシングル。
3. WE LOVE THE EARTH
25thシングル両A面曲。
4. Still Love Her (失われた風景)
16thシングル「JUST ONE VICTORY (たったひとつの勝利)」のカップリング曲。
5. BEYOND THE TIME (Expanded Version)
13thシングル。本作に収録されているのは、6thアルバム『CAROL 〜A DAY IN A GIRL'S LIFE 1991〜』に収録されているバージョン。
6. Time Passed Me By (夜の芝生)
4thアルバム『Self Control』収録曲。
7. Fool On The Planet (青く揺れる惑星に立って)
4thアルバム『Self Control』収録曲。
8. Here, There & Everywhere (冬の神話)
4thアルバム『Self Control』収録曲。
9. Love Train
25thシングル。
10. Human System
5thアルバム『humansystem』収録曲。

### DISC2
1. Children of the New Century
5thアルバム『humansystem』収録曲。
2. Resistance
12thシングル。
3. Jean Was Lonely
8thアルバム『EXPO』収録曲。
4. 永遠のパスポート
2ndアルバム『CHILDHOOD'S END』収録曲。
5. 10 YEARS AFTER -BOB BLOCKMAN MIX-
30thシングル。シングルバージョンはアルバム初収録。
6. 8月の長い夜
2ndアルバム『CHILDHOOD'S END』収録曲。
7. Self Control (方舟に曳かれて)
9thシングル。本作に収録されているのは、4thアルバム『Self Control』に収録されているバージョン。
8. 雨に誓って 〜SAINT RAIN
7thシングル「GIRL」のカップリング曲。
9. Seven Days War (Four Pieces Band Mix) 
14thシングル。本作に収録されているのは、6thアルバム『CAROL 〜A DAY IN A GIRL'S LIFE 1991〜』に収録されているバージョン。
10. TIMEMACHINE
ライブ・アルバム『final live LAST GROOVE 5.19』収録曲。1994年5月19日に東京ドームで行われたライブ『TMN 4001 DAYS GROOVE』からの音源。

### DISC3
1. DREAMS OF CHRISTMAS
23rdシングル「RHYTHM RED BEAT BLACK」のカップリング曲。アルバム初収録。
2. IT'S GONNA BE ALRIGHT
29thシングル「GET WILD DECADE RUN」のカップリング曲。アルバム初収録。
3. 80's
31stシングル「Happiness×3 Loneliness×3」のカップリング曲。アルバム初収録。
4. TIME (PASSES SO SLOWLY)
18thシングル「KISS YOU (KISS JAPAN)」のカップリング曲。このバージョンはアルバム初収録。ちなみにオリジナルは2ndアルバム『CHILDHOOD'S END』に収録。
5. FOOL ON THE PLANET (WHERE ARE YOU NOW)
19thシングル「GET WILD '89」のカップリング曲。このバージョンはアルバム初収録。ちなみにオリジナルは4thアルバム『Self Control』に収録。
6. 1974 (16光年の訪問者) (CHILDREN'S LIVE MIX)
2ndシングル。4thシングル「DRAGON THE FESTIVAL (ZOO MIX)」のカップリングに収録されているバージョン。このバージョンはアルバム初収録。
7. Self Control (方舟に曳かれて) 〜VERSION“THE BUDOHKAN”〜
9thシングル。11thシングル「KISS YOU 〜世界は宇宙と恋におちる〜」のカップリングに収録されているバージョン。ライブ『FANKS CRY-MAX(1987年6月24日 日本武道館)』からの音源。このバージョンはアルバム初収録。
8. YOUR SONG (Special Instrumental Disco Mix)
5thシングル「YOUR SONG ("D"Mix)」のカップリング曲。このバージョンはアルバム初収録。
9. 一途な恋 (ANOTHER MATERIAL)
27thシングル「一途な恋」のカップリングに収録されているバージョン。このバージョンはアルバム初収録。
10. DIVE INTO YOUR BODY (12”CLUB MIX)
20thシングル「DIVE INTO YOUR BODY」購入者応募特典曲。リミックス・アルバム『TMN CLASSIX 1』に収録されている「extended 12' version mix」はこの音源が基となっている。このバージョンは初収録。
11. LOVE TRAIN (CLUB MIX)
8thアルバム『EXPO』購入者応募特典曲。リミックス・アルバム『TMN CLASSIX 2』に収録されている「extended euro mix」はこの音源が基となっている。このバージョンは初収録。本来は8thアルバム『EXPO』にアルバム・バージョンとして収録予定であったバージョンであり、結局の所シングル・バージョンのまま収録したため当バージョンが購入者応募特典曲となったという経緯がある。
1991年7月5日放送の「ミュージックステーション」で披露された「Love Train -Club Mix-」はこのアルバムに収録されている同名のバージョンとは異なり、サビの歌いだしやBlack Boxの「Ride on Time」のフレーズサンプリングが重ねられ、DJのスクラッチ音やオーケストラル・ヒット、Roland JD-800のピアノと思われるアタックが金属的なピアノのコードバッキングが付け加えられており、曲のエンディング部分は、本作収録版はエレクトリック・ギターのクリーンなサウンドのアルペジオで締めくくっているのに対して、「ミュージックステーション」で披露された同名のバージョンは原曲のイントロのアナログシンセのソロで終わっており、別バージョンである。この時、木根は髄膜炎で緊急入院のため、欠席している。
12. DREAMS OF CHRISTMAS ('91 NY MIX)
23rdシングル「RHYTHM RED BEAT BLACK」のカップリング曲。26thシングル「WILD HEAVEN」のカップリングに収録されているバージョン。このバージョンはアルバム初収録。